# 美麗新世界 (單曲)
《美麗新世界》是收錄於S.H.E《美麗新世界》專輯的單曲。主打歌是一首『電子』味十足的歌曲，但是有別於其它的電子音樂，這首歌聽起來特別的甜，讓此首歌的製作人直說這是首甜到心裡的『甜蜜電音』，與一般的『搖頭電音』相當的不同，也是一首甜美的電音歐陸舞曲，並在歌曲開頭增加一段改編自《聖經》創世紀第一章的日文口白，緊扣赫胥黎的反烏托邦作品《美麗新世界》，但以正面又充滿生命力的方式來傳遞「新世界」的題旨。
《美麗新世界》所收錄的專輯亦是讓S.H.E獲得台灣《第14屆金曲獎》最佳重唱組合獎的專輯，因此《美麗新世界》對S.H.E來說是別具有意義的歌曲，此外這首歌也同時入圍台灣《第14屆金曲獎》最佳編曲人獎。

## 獎項

### 金曲獎
| 年份   | 名稱         | 獎項         | 提名   | 結果 |
| ------ | ------------ | ------------ | ------ | ---- |
| 2003年 | 第14屆金曲獎 | 最佳編曲人獎 | 呂紹淳 | 提名 |

### 其它獎項 / 榜單
- 2002年 Hit Fm年度百首單曲第24位
- 2002年 馬來西亞金曲紅人頒獎禮－十大金曲
- 2003年 全球華語歌曲排行榜－年度20大金曲
- 2009年 第20屆金曲獎 －「我的最愛一首歌」票選：第七名[註 1]

## 音樂錄影帶
| 歌名                 | 執導 | 發佈日期      |
| -------------------- | ---- | ------------- |
| 美麗新世界（官方MV） | Owen | 2012年8月30日 |

## 外部連結
- 《美麗新世界》（官方MV） （页面存档备份，存于）